# 薩拉戈薩開局
薩拉戈薩開局是國際象棋的一種開局方式，走法為：
1.c3